# Ismaele
Ismaele (in ebraico יִשְׁמָעֵאל‎?, Yismāʿēl; in arabo إسماعيل‎?, Ismāʿīl) è un personaggio biblico, il primo figlio del patriarca Abramo. In ebraico il suo nome significa "Dio ascolta" oppure "l'atto di Dio di far ascoltare".
È citato più volte nel Corano come esempio di rettitudine, come profeta di Dio.

## Personaggio biblico
Il libro della Genesi afferma che Ismaele nacque dalla schiava Agar:
Dopo la nascita del figlio Isacco dalla moglie Sara insorge un'acuta gelosia di quest'ultima nei confronti della giovane schiava Agar. Abramo si trova allora costretto ad allontanare Agar e il loro figlio Ismaele (cfr. Genesi 21,8-21), che si riducono a vivere nel Deserto di Paran, conosciuto oggi con il nome di Deserto del Negev, la località dove si trova il Monte Sinai. Più avanti Ismaele prenderà in moglie una egiziana.
I figli d'Ismaele furono, secondo la Bibbia, Nebaioth, Kedar, Adbeel, Mibsam, Mishma, Duma, Massa, Hadar, Tema, Jethur, Nafish, Kedma. (cfr. Genesi I 25,13-16). Ismaele è il progenitore "nobile" degli Arabi i cui discendenti, da questo punto di vista, possono essere definiti "ismaeliti", senza, però, che questo debba ingenerare confusione con quella parte dei musulmani che si rifanno alla variante ismailita (o settimani) dello Sciismo.

## Ismaele nel Nuovo Testamento
Ismaele viene citato anche nel Nuovo Testamento. San Paolo, nella lettera ai Galati (4,21-31), lo indica come figlio della schiava (Agar, figura della Legge), e lo contrappone a Isacco, il figlio della donna libera (Sara, figura della grazia, cioè della salvezza che si ottiene mediante la fede).

## Esegesi ebraica
- Ismaele potrebbe essere considerato primogenito di Avraham ma, anche accettando questo, rese onore ad Isacco, figlio di Abramo e Sarah.
- Anche Ismaele compieva la Teshuvah quando Abramo era ancora in vita (Midrash di Bereshit Rabbah 62, 3).
- Abramo fu sepolto da Isacco ed Ismaele, Sem ed Eber accompagnarono il suo feretro sino a Machpelah.

## Personaggio del Corano
La tradizione islamica è divisa nell'individuare in Ismaele o nel fratello consanguineo Isacco (avuto da Sara) il figlio che Dio ordinò ad Abramo di sacrificargli, fermandone la mano prima dell'esecuzione, soddisfatto dell'ubbidienza totale (islām) mostrata da Abramo.
Partorito dalla madre Hāgar nell'area stepposa della Mecca in cui Abramo l'aveva accompagnata, Ismaele passò lì tutta la sua giovinezza. Secondo la tradizione araba Ismaele prese in moglie la figlia del capo della tribù locale dei Jurhum, primi signori della Mecca.
Nel corso di una delle visite effettuate da suo padre lo avrebbe aiutato secondo la medesima tradizione a riedificare la Kaʿba, del tutto distrutta in seguito al Diluvio Universale, aiutandolo anche nella ricollocazione nell'angolo Sud-Est della Pietra nera (al-ḥajar al-aswad), ultimo lacerto della Casa Antica fatta calare da Dio in Terra all'inizio dei tempi come Suo santuario.
Alla sua morte sarebbe stato inumato accanto a sua madre, accostato alla Kaʿba, fra la parete sud-occidentale e il muretto semicircolare (hatīm) poco discosto. Sarebbe questo il motivo per cui i pellegrini musulmani, in segno di rispetto, non possono calpestarne l'area interna così delimitata, definita in arabo ḥijr Ismāʿīl, esclusa quindi dalla circumdeambulazione rituale (ṭawāf).
Per essere nato e vissuto presso La Mecca, è considerato l'antenato illustre degli arabi settentrionali.
I nomi dei dodici figli di Ismaele sono eponimi di alcune potenti tribù arabe, in particolare Nebaioth per i Nabatei, Kedar per i Kedariti, Duma per i Thamudeni, e così via. Nel Corano, nel mondo islamico e in Occidente, gli arabi sono stati per secoli e ancora nel XX secolo sono detti Ismaeliti, intesi "letteralmente" come discendenti di sangue da un comune progenitore, quanto le dodici tribù di Israele dai dodici figli di Giacobbe.

## Citazioni
- Il nome Ismaele è anche citato nell'incipit del romanzo Moby Dick (o "The Whale") di Herman Melville, che dà questo nome al protagonista-narrante. Alcuni appassionati lo definiscono pertanto un "nome letterario".

(Herman Melville, Moby Dick)